# Jacques Dupont (cyclisme)
Pour les articles homonymes, voir Dupont ou Dupond et Jacques Dupont.
Jacques Dupont, né le 19 juin 1928 à Lézat-sur-Lèze (Ariège) et mort à Saint-Jean-de-Verges le 4 novembre 2019,, est un coureur cycliste français.

## Biographie

### Carrière

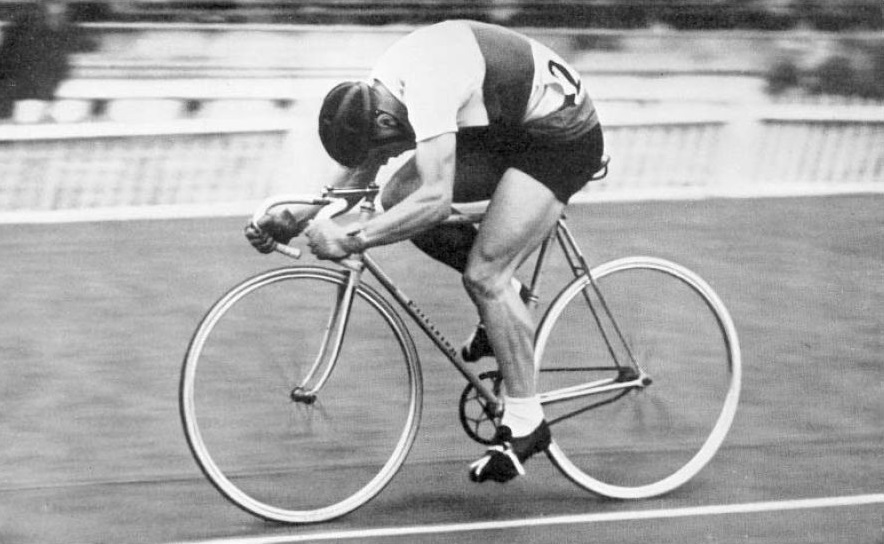
Jacques Dupont, champion olympique du kilomètre en 1948.

Jacques Dupont est professionnel de 1950 à 1960. Ses grandes victoires sont le championnat olympique du kilomètre sur piste en 1948 à Londres, la médaille de bronze de l'épreuve sur route, par équipes alors, un titre de vice-champion du monde de poursuite amateur, le championnat de France sur route en 1954, ainsi que Paris-Tours qu'il a gagné par deux fois, en 1951 et 1955.
En 1955, en gagnant Paris-Tours à 43,666 km/h de moyenne, il reçoit le Ruban jaune qui honore le cycliste détenteur du record de vitesse sur les courses de plus de 200 km. Il garde ce record jusqu'en 1962.

### Vie privée
Natif de l'Ariège, Jacques Dupont a, après sa carrière sportive, poursuivi sa première vocation, celle de son père : boucher. Il travaille dans sa boucherie à Lézat-sur-Lèze et à Montesquieu Volvestre dans la Haute-Garonne jusqu'au début des années 1970. Il s'installe alors à Cahors, dans le Lot, où il ouvre une boutique Midica qu'il tient jusqu'à sa retraite en 1993.
Par la suite, il retourne dans son village natal à Lézat, où il reste jusqu'en 2010. Il rejoint alors sa famille proche à Rodez (Aveyron) pour passer ses vieux jours près des siens. Au printemps 2013, à la suite de nombreux ennuis de santé, il retrouve son Ariège natale et réside à la maison de retraite du Fossat.

### Personnalité
Jacques Dupont était considéré dans le peloton comme un coureur très rigoureux et méticuleux, ce qui lui a valu le surnom de « Jacques la méthode ». Ses cahiers d'entraînement étaient toujours très détaillés, ainsi que ses cahiers de nutrition. En tant que coureur et dans sa vie professionnelle, il a toujours fait preuve d'énormément de rigueur. Il était très respecté des coureurs proches de lui comme Antonin Rolland ou André Darrigade.

## Palmarès sur piste

### Jeux olympiques
- Londres 1948
  -  Champion olympique du kilomètre

### Championnats du monde amateurs
- Amsterdam 1948
  -  Médaillé d'argent de la vitesse

### Championnats de France
- 1948
  -  Champion de France de poursuite amateurs
- 1949
  -  Champion de France de poursuite amateurs
- 1951
  - 2e de la poursuite[4]

## Palmarès sur route

### Palmarès amateur
- 1948
  -  Champion de France sur route militaires
  - 2e de Paris-Ézy
  -  Médaillé de bronze de la course sur route par équipes aux Jeux olympiques
- 1949
  - Paris-Briare
  - 2e de Paris-Ézy

### Palmarès professionnel
| - 1950 - 3e du Tour du Limbourg - 1951 - Paris-Tours - Critérium de Quillan - Grand Prix de la Soierie - 3e de Manche-Océan - 3e de Nantes-Angers-Nantes - 3e du Circuit de l'Indre - 1952 - Circuit de l'Indre - Grand Prix d'Arras - 2e du Circuit du Morbihan - 2e du Grand Prix de l'Écho d'Oran - 3e des Boucles de l'Aulne - 3e du Grand Prix de la Soierie - 5e de Paris-Roubaix - 9e du Tour des Flandres - 1953 - Grand Prix de l'Écho d'Oran - Grand Prix du Mans - 2e du Critérium national de la route - 2e du Grand Prix de l'Écho d'Alger - 7e du Tour des Flandres - 10e de Paris-Tours - 1954 - Champion de France sur route - Circuit de l'Indre - 2e du Grand Prix de Monaco - 3e de Gênes-Nice - 3e du Circuit du Morbihan | - 1955 - Paris-Tours - Boucles de l'Aulne - Grand Prix d'Espéraza - 2e du Grand Prix de Plouay - 9e de Paris-Roubaix - 1956 - Grand Prix de Saint-Raphaël - 1re étape du Critérium national - 2e du Grand Prix d'Espéraza - 9e du championnat du monde sur route - 1957 - Boucles de la Seine - 2e de Bordeaux-Paris - 8e de la Flèche wallonne - 9e de Paris-Nice - 10e de Paris-Roubaix - 1958 - Tour du Loiret - 1re étape du Tour de l'Ariège - 8e de Paris-Tours - 10e de Bordeaux-Paris - 1959 - 2e du Circuit des Ardennes - 2e du Circuit du Cher |  |

### Résultats sur le Tour de France
3 participations
- 1952 : abandon (6e étape)
- 1953 : abandon (18e étape)
- 1955 : abandon (5e étape)